# قطعنامه ۱۱۹۳ شورای امنیت
قطعنامه ۱۱۹۳ شورای امنیت سازمان ملل متحد که در تاریخ ۲۸ اوت ۱۹۹۸ تصویب شد، سندی بین‌المللی دربارهٔ اوضاع در افغانستان است. این قطعنامه طی نشست ۳۹۲۱ام با ۱۵ رای موافق، ۰ مخالف و ۰ ممتنع تصویب شد.